# Tatosoma tipulata
Tatosoma tipulata är en fjärilsart som beskrevs av Walker 1862. Tatosoma tipulata ingår i släktet Tatosoma och familjen mätare. Inga underarter finns listade i Catalogue of Life.